# Anton Čeh (skladatelj)
Anton Čeh, slovensko-hrvaški dirigent in skladatelj, * 8. junij 1937, Jeruzalem pri Ljutomeru, † 12. julij 2011, Zagreb.

## Življenjepis
Čeh je osnovno šolo končal v Ormožu, nato pa se je vpisal v nižjo gimnazijo v Ljutomeru. Po končani nižji gimnaziji se je vpisal v srednjo vojaško glasbeno šolo v Vukovarju, ki jo je končal leta 1956. Nato je tri leta delal kot vojaški godbenik v Tuzli, za tem pa se je vpisal v šolo za vojaške dirigente v Beogradu, ki jo je leta 1962 uspešno zaključil.
Po končani dirigentski šoli je pet let delal kot profesor v vojaških glasbenih šolah v Zemunu in Vukovarju. Ob delu je študiral na civilni glasbeni akademiji v Beogradu. Prvo stopnjo akademije je uspešno zaključil leta 1967. Do leta 1969 je nato delal kot dirigent vojaškega orkestra v Varaždinu, kasneje pa se je preselil v Zagreb, kjer je postal prevodnik in kasneje namestnik dirigenta tamkajšnjega vojaškega orkestra. Leta 1975 je prevzel vodenje tedanje Gasilske godbe v Novem mestu, ki jo je nato vodil več kot 23 let, za kar je bil leta 1995 odlikovan s strani novomeške Zveze kulturnih organizacij. Med tem se je leta 1989 kot redni član Društva hrvaških skladateljev upokojil.

## Skladateljski opus
Čeh je največ svojih skladb namenil pihalnim orkestrom, med njegovimi skladbami pa je nekaj takih, ki so namenjene tudi simfoničnim orkestrom. Poleg tega je za pihalne orkestre in druge ansamble prirejal tudi narodne, zabavne in klasične skladbe ter bil avtor scenske glasbe.